# Robert Englaro
Robert Englaro (Novo Mesto, 28 augustus 1969) is een voormalig Sloveens betaald voetballer die speelde als verdediger.

## Interlandcarrière
Onder leiding van Bojan Prašnikar maakte Englaro zijn debuut voor het Sloveens voetbalelftal op 3 juni 1992 in het oefenduel tegen Estland. Hij speelde in totaal 36 interlands in de periode 1992-1999, en droeg eenmaal de aanvoerdersband: op 27 maart 1996 in Lodz tegen Polen.

## Erelijst
Olimpija Ljubljana
- Sloveens landskampioen

1992, 1993, 1994, 1995
- Beker van Slovenië

1993, 1996
- Sloveense Supercup

1995